# دیوید لیلاند
دیوید لیلاند (انگلیسی: David Leland؛ ‏ ۶ ژانویهٔ ۱۹۳۲ – ۷ نوامبر ۱۹۴۸) یک هنرپیشه ایتالیایی‌تبار اهل ایالات متحده آمریکا بود.
از فیلم‌ها یا برنامه‌های تلویزیونی که وی در آن نقش داشته‌است می‌توان به هیچ‌چیز بجز دردسر و میدان خماری اشاره کرد.